# Jørgen Alexander Knudtzon

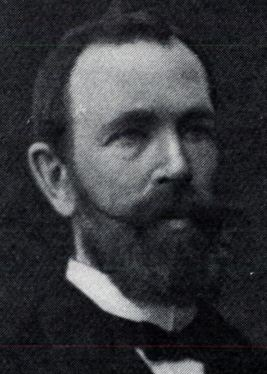
Jørgen Alexander Knudtzon

Jørgen Alexander Knudtzon (* 9. September 1854 in Trondheim; † 7. Januar 1917 in Oslo) war ein norwegischer Sprachwissenschaftler. Sein Forschungsschwerpunkt waren die semitischen Sprachen, vor allem die Assyriologie und Hethitologie.

## Leben und Werk
Jørgen Alexander Knudtzon wurde 1854 im norwegischen Trondheim geboren.
Knudtzon studierte Theologie und semitische Sprachen an der Universität Oslo. Er war von 1907 bis zu seinem Tod Professor für semitische Sprachen an der Universität Oslo. Knudtzon erhielt 1910 den Fridtjof-Nansen-Forschungspreis. Er vermutete 1902 als einer der Ersten, dass die hethitische Sprache eine indogermanische Sprachvariante war. Das wichtigste Zeugnis seiner Beweisführung stellten die im ägyptischen Amarna gefundenen Arzawa-Briefe EA 31 und 32 dar. Den Beweis lieferten aber erst Bedřich Hrozný 1917 und Ferdinand Sommer 1920. Knudtzons Übersetzung der Amarna-Briefe erwies sich als richtungsweisend.
Knudtzon entstammte der Handelsfamilie Knudtzon, aus der mehrere Politiker, Mäzene und Wissenschaftler hervorgingen. Knudtzons Vater war der Konsul Hans Nicolai Knudtzon (1814–1889), seine Mutter Catharine Sophie Dorothea Amalie Knudtzon, geb. Trampe (1831–1879). Er heiratete am 14. April 1891 in Oslo Erika Johanne Knudtzon, geb. Bugge (1870–1902). Aus der Ehe entstammten vier Kinder: die drei Söhne Karl Odd Knudtzon Bugge (1899–1924), Alf Trampe Knudtzon (1896–1972) und Erik Johan Knudtzon (1902–1970) sowie die Tochter Ingrid Hermine Knudtzon (1900–1984).
Knudtzon verstarb 1917 mit 62 Jahren in Oslo.